# Норверт, Эдгар-Александр Иванович
Эдгар Иванович (Эдгар-Александр) Норверт (пол. Edgar Aleksander Norwerth; 7 (19) апреля 1884, Коппе, Швейцария — 19 сентября 1950, Варшава) — русский, советский и польский инженер-архитектор, художник-график, преподаватель и публицист.

## Биография
Происходил из рода шляхтичей, живших на польско-турецком пограничье. Родился 7 (19) апреля 1884 года в Коппе под Женевой в семье юриста. В конце XIX века семья переехала в Москву. В 1905 году Э. И. Норверт окончил Императорское Московское инженерное училище. В 1908—1910 годах работал помощником архитектора Московского университета А. С. Гребенщикова. В 1910 году поступил и 1913 году окончил экстерном Институт гражданских инженеров императора Николая I, получив звание гражданского инженера. (по другим данным, обучения не завершил). После окончания ПИГИ работал у А. В. Щусева на строительстве Казанского вокзала. В дореволюционный период выполнил ряд проектов в Санкт-Петербурге и других городах Российской империи.
В мае 1918 года устроился в Архитектурно-художественную мастерскую Моссовета, где работал мастером под руководством А. В. Щусева и И. В. Жолтовского над проектом планировки и застройки центрального района Москвы. Продолжил работать в мастерской после её перевода в Архитстрой Комгосоора ВСНХ. Одновременно с этим преподавал в Московском политехническом институте, Московском женском политехническом институте, Московском институте гражданских инженеров. С 1920 года начал преподавать во ВХУТЕМАСе и Московском высшем техническом училище; был первым деканом архитектурного факультета ВХУТЕМАСа. В 1920-х годах занимался проектированием и строительством крупных промышленных сооружений по плану ГОЭЛРО.
Являлся членом Московского архитектурного общества, принимал участие в организованных МАО конкурсах, в 1917—1921 годах читал общедоступные лекции по архитектуре. Занимался художественной графикой — создавал офорты, ксилографии, экслибрисы, участвовал в художественных выставках. Публиковался в журналах «Художественная жизнь», «Архитектура», сборниках «Удешевлённое строительство», «Рабочее жилищное строительство».
В августе 1924 года вместе с супругой выехал на международный съезд архитекторов в Лондон, откуда в СССР не вернулся, а поселился в Польше. На исторической родине карьера Норверта сложилась весьма успешно. Он являлся профессором Варшавского политехнического института, много строил и проектировал. Занимался публицистикой, сотрудничал с журналами «Архитектура и строительство» (пол. Architektura i Budownictwo) и «Аркады».
Скончался 19 сентября 1950 года. Похоронен на Повонзсковском кладбище в Варшаве.

## Проекты и постройки
В России — СССР:
- Проект здания Главного казначейства (1911, Санкт-Петербург)[4];
- Проект дома Евангелической женской больницы (1912, Санкт-Петербург)[4];
- Проект здания Черниговской губернской земской управы (1912, Чернигов)[4];
- Проект здания клуба (1913, Тифлис)[4];
- Участие в строительстве Казанского вокзала по проекту А. В. Щусева (1910-е, Москва)[5];
- Проект торгового дома (1914, Нижний Новгород)[4];
- Проект дома Витебского Дворянского собрания (1914, Витебск)[4];
- Проект здания городского театра (1915, Саратов)[4];
- Проект здания Оренбургской уездной земской управы (1915, Оренбург)[4];
- Проект здания Бактериологического института (195, Смоленск), не осуществлён[4][13];
- Конкурсный проект Инвалидного дом, 1-я премия (1916, Москва)[4];
- Конкурсный проект здания Московского народного банка, 1-я премия (1916, Москва), не осуществлён[5];
- Конкурсный проект школы-памятника Л. Н. Толстому (1919, Ясная Поляна)[4];
- Ляпинская ГРЭС (1922, Ярославль)[4];
- Проекты генерального плана рабочих посёлков и образцовых домов для рабочих (1922—1923, Москва)[4][14];
- Конкурсный проект на ситуационный план Всероссийской сельскохозяйственной и кустарно-промышленной выставки, 4-я премия (1922, Москва), не осуществлён[15];
- Проект саркофага для Мавзолея В. И. Ленина (1924, Москва), не осуществлён[16];
- Котельная электропередач МОГЭС на Шатурской ГРЭС (1924, Шатура)[4].

В Польше:
- Вокзал (1927, Бендзин)[4];
- Здание Академии физической культуры (1928, 1948, Варшава)[4];
- Клуб отдыха офицеров (1931, Цетнево)[4];
- Дом отдыха офицеров (1933, Трускавец)[4];
- Военный санаторий (1934, Отвоцк)[4];
- Жилой дом для младшего офицерского состава (1935, Варшава)[4];
- Перестройка здания публичной библиотеки (1949, Варшава)[4].